# Variscite
La variscite est un minéral constitué de phosphate d'aluminium dihydraté, de formule AlPO4 · 2 H2O avec des traces de fer et d'arsenic. Elle est le chef de file d'un groupe de phosphates et d'arséniates.

## Inventeur et étymologie
Décrite par le minéralogiste allemand Johann August Friedrich Breithaupt en 1830 sous le nom initial de peganite, il lui donnera en 1837 le nom de varicite. Le mot dérive de Variscia, nom historique du Vogtland en Allemagne lieu du topotype.

## Topotype
Steinbruch Meßbach, Meßbach, Plauen, Vogtland, Saxe, Allemagne.

## Cristallographie
- Paramètres de la maille conventionnelle : a = 9,9 Å, b = 9,66 Å, c = 17,18 Å, Z = 16 ; V = 1 642,99 Å3
- Densité calculée = 2,55

## Cristallochimie
Elle forme une série avec la strengite et forme un groupe : le groupe de la variscite. La métavariscite (monoclinique) est son dimorphe.

### Groupe de la variscite
Groupe de phosphates et arséniates isomorphes de formule générale : A(XO4)·2H2O où A peut être Fe3+ ou Al ; X peut être P ou As.
Il comprend :
- Mansfieldite : AlAsO4·2H2O
- Scorodite : Fe3+AsO4·2H2O
- Strengite : Fe3+PO4·2H2O
- Variscite : AlPO4·2H2O

## Gîtologie
Elle est formée par le dépôt direct d'eaux phosphatées qui vont réagir avec des roches riches en aluminium dans des couches proches de la surface du sol. Elle se présente comme une masse finement granuleuse dans des nodules et remplit également les cavités diverses. La variscite contient souvent des veines composées de minéraux d'aluminium, calcium et phosphates telle la crandallite,,.

### Minéraux associés
Apatite, calcédoine, crandallite, limonite, métavariscite, wavellite

## Galerie

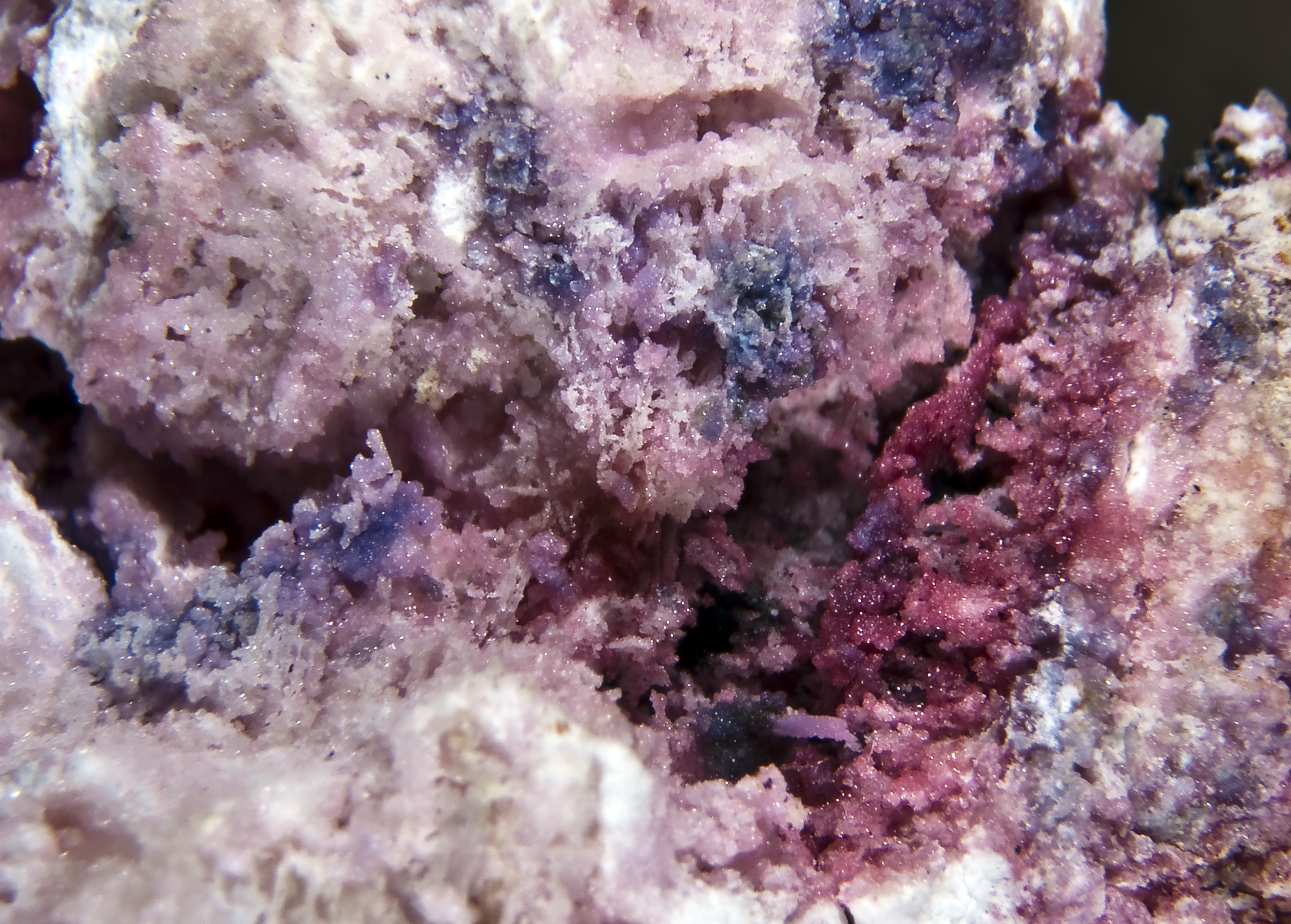
Variscite rouge de Sapucaia Brésil
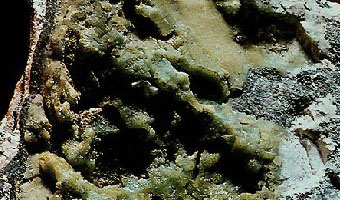
Variscite - Železník, Sirk, Slovaquie
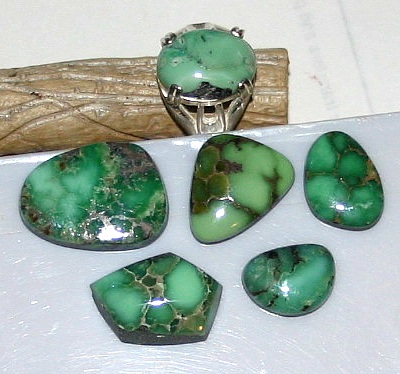
Variscite polie - Nevada États-Unis

## Synonymes
- alpha-variscite (Ulrich 1930)[7]
- amatrice (Sterrett 1908)[8]
- barrandite (Zepharovich) décrite sur des échantillons de Prizmbram en Bohème (Tchéquie)
- bolivarite (Navarro and Barea 1921)[9]: espèce discréditée qui semble être plutôt une évensite.
- lucinite (Schaller 1916)[10]
- peganite ( Breithaupt 1830)
- sphaérite : espèce invalidée par Permingeat comme synonyme de variscite en 1953[11]
- utahlite (Kunz 1895)[12]
- variquoise [13]

## Variétés et mélange
- Variétés
  - ferrian Variscite : expression anglaise qui désigne une variscite riche en fer, le terme francisé n'existe pas[14].
  - gelvariscite (1909) : forme colloïdale de la variscite[15].
  - phosphochromite (Herman J. 1870) [16]
  - redondite (Charles Upham Shepard 1869) : variscite ferrifère trouvée à l'île de Redonda aux Petites-Antilles[17].
- Mélange
  - coeruléolactite : mélange de planérite, variscite et wavellite. Elle est fortement fluorescente en vert et contient jusqu'à 0,5 % d'U3O6.

## Gisements
- Allemagne

Steinbruch Meßbach, Meßbach, Plauen Vogtland. Topotype.
- Brésil

Mine de Sapucaia, Sapucaia do Norte, Galiléia, Doce valley, État du Minas Gerais, Région Sud 
- États-Unis

Lander County Nevada
Lucin, Fairfield Utah
- France

Carrière de La Floquerie, Pannecé, Loire-Atlantique. Compte parmi les meilleurs gisements pour ce minéral.
- Slovaquie

Železník, Sirk, Slovenské Rudohorie, Banskobystrický Kraj 
- Espagne

District minier de Pico Centeno, Encinasola, Andalousie (site exploité à l'âge du cuivre).

## Utilisation
La variscite est parfois utilisée comme pierre fine ou d'ornement et est populaire pour la sculpture et l'ornement. On la confond facilement avec la turquoise qu'elle remplace d'ailleurs parfois. La qualité des coloris de cette gemme a augmenté sa popularité ces dernières années. La variscite du Nevada avec ses inclusions noires en toile d'araignée est d'ailleurs souvent confondue avec la turquoise verte.

### Collier néolithique de Carnac

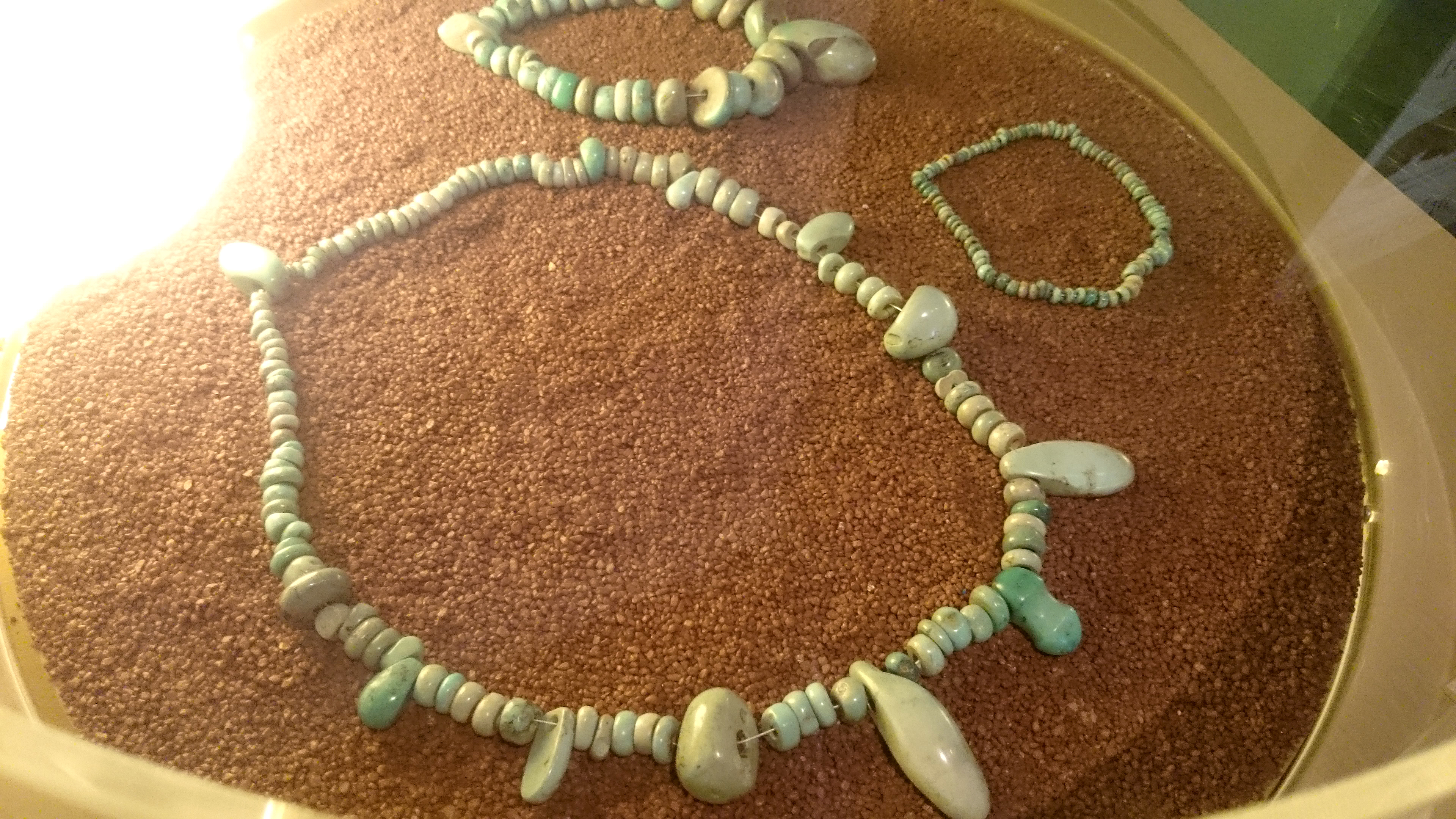
Colliers en variscite découverts en 1853 dans le tumulus de Tumiac près de Vannes. Conservés au musée archéologique de Vannes

Un collier de perles et de pendeloques en variscite, (ou callaïs), porté au néolithique, par un haut personnage de Carnac, Morbihan, il y a plus de 6 000 ans, a été découvert en 1862, dans le tumulus Saint-Michel, lors des premières fouilles du site, au XIXe siècle. Une vingtaine de parures et plusieurs centaines de perles ont été aussi trouvées dans d'autres sites néolithiques morbihannais. On peut mentionner parmi ceux-ci les colliers découverts en 1853 dans le tumulus de Tumiac, ou ceux du Mané er Hroëck, près de Locmariaquer.
Au moyen de l'accélérateur de particules AGLAE du Musée du Louvre, des analyses de la composition chimique des pierres ont été réalisées en 2015 sans endommager le collier, afin de comparer les résultats par rapport aux signatures chimiques d'autres échantillons en provenance de différents filons connus. Les études ont permis de situer la provenance des pierres, au district minier de Pico Centeno, à Encinasola, en Andalousie, Espagne,, à plus de 1 500 km de Carnac.